# Voivodato di Opole

Logo

Il voivodato di Opole (in polacco Województwo opolskie, in tedesco Woiwodschaft Oppeln) è uno dei 16 voivodati della Polonia.
Il voivodato si trova a sud-ovest del territorio polacco ed è stato creato con la riforma del 1999 dalla fusione dei precedenti voivodati di Opole e una piccola parte di quello di Częstochowa. Raggruppa la parte occidentale della regione storica dell'Alta Slesia, cioè i dintorni dell'attuale capoluogo del voivodato Opole. È il centro della minoranza tedesca in Polonia, la quale dal 1998 partecipa al governo.
La posizione geografica, il potenziale economico ed il livello di istruzione della popolazione rendono il voivodato un attraente partner commerciale per le altre regioni polacche (in particolare i voivodati della Bassa Slesia e Slesia) e per gli investitori stranieri. Fondata nel 1997, l'euroregione Praděd / Pradziad ha facilitato gli scambi economici, culturali e turistici tra le zone di confine della Polonia e quelle della Repubblica Ceca.

## Geografia fisica ed economica
Il voivodato è situato nella Polonia sud-occidentale, in gran parte nella bassa pianura della Slesia (Nizina Śląska). Ad est si estendono le colline della Slesia (Wyżyna Śląska) con il famoso santuario del monte di Sant'Anna (Góra Świętej Anny); la catena dei Sudeti e i monti Opawskie sono ubicati a sud-ovest. Il fiume Oder attraversa il voivodato nella parte centrale. La zona settentrionale, lungo il fiume Mała Panew, è coperta da fitte foreste, mentre quella meridionale è caratterizzata da terreni seminativi.
I terreni sono tra i più produttivi in Polonia grazie al löss e alle terre nere nel sud-ovest del voivodato. Sono coltivati principalmente barbabietola da zucchero, colza e patate.
I maggiori centri industriali si trovano nel distretto di Kędzierzyn-Koźle. La risorsa mineraria prevalente è il carbon coke nella valle dell'Oder; le industrie più importanti sono quelle dell'ingegneria elettrica, del settore edile (cemento, calce), chimiche, automobilistiche, alimentari e del mobile.

## Geografia antropica

### Suddivisione amministrativa
Il voivodato di Opole è diviso in 11 distretti, con la città di Opole che costituisce un distretto urbano. C'è un distretto che porta il suo nome, senza però comprenderlo nella sua amministrazione.

#### Distretto urbano
- Opole

#### Distretti
- Brzeg
- Głubczyce
- Kędzierzyn-Koźle
- Kluczbork
- Krapkowice
- Namysłów
- Nysa
- Olesno
- Opole
- Prudnik
- Strzelce

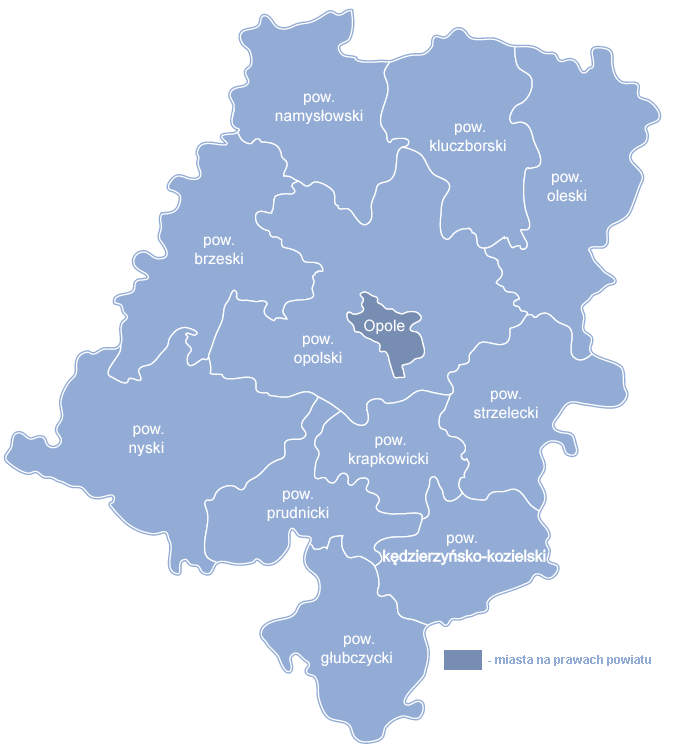
Suddivisione del voivodato in distretti

I distretti più grandi per superficie sono quelli di Opole e Nysa.

## Città

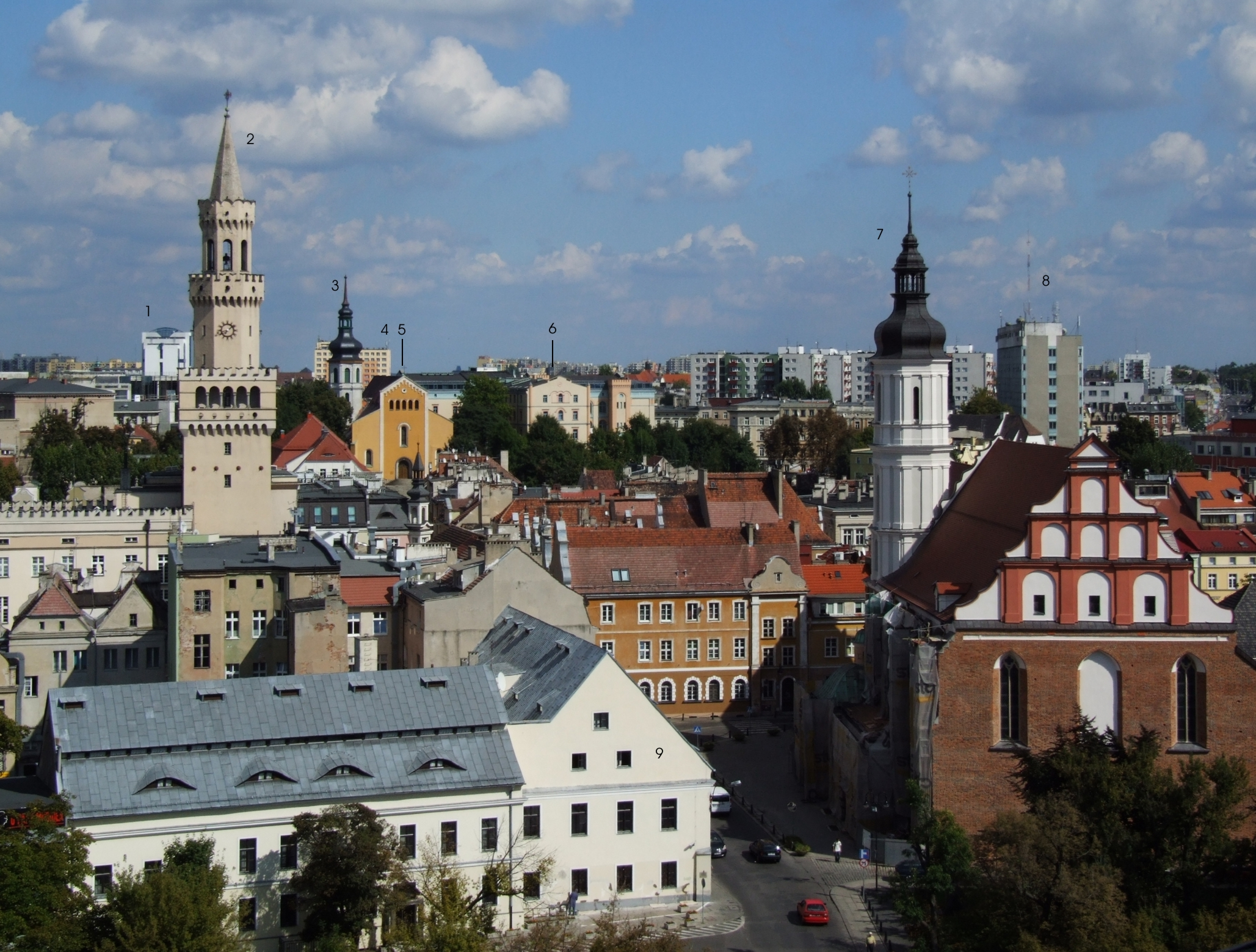
Il centro storico di Opole, capoluogo del voivodato

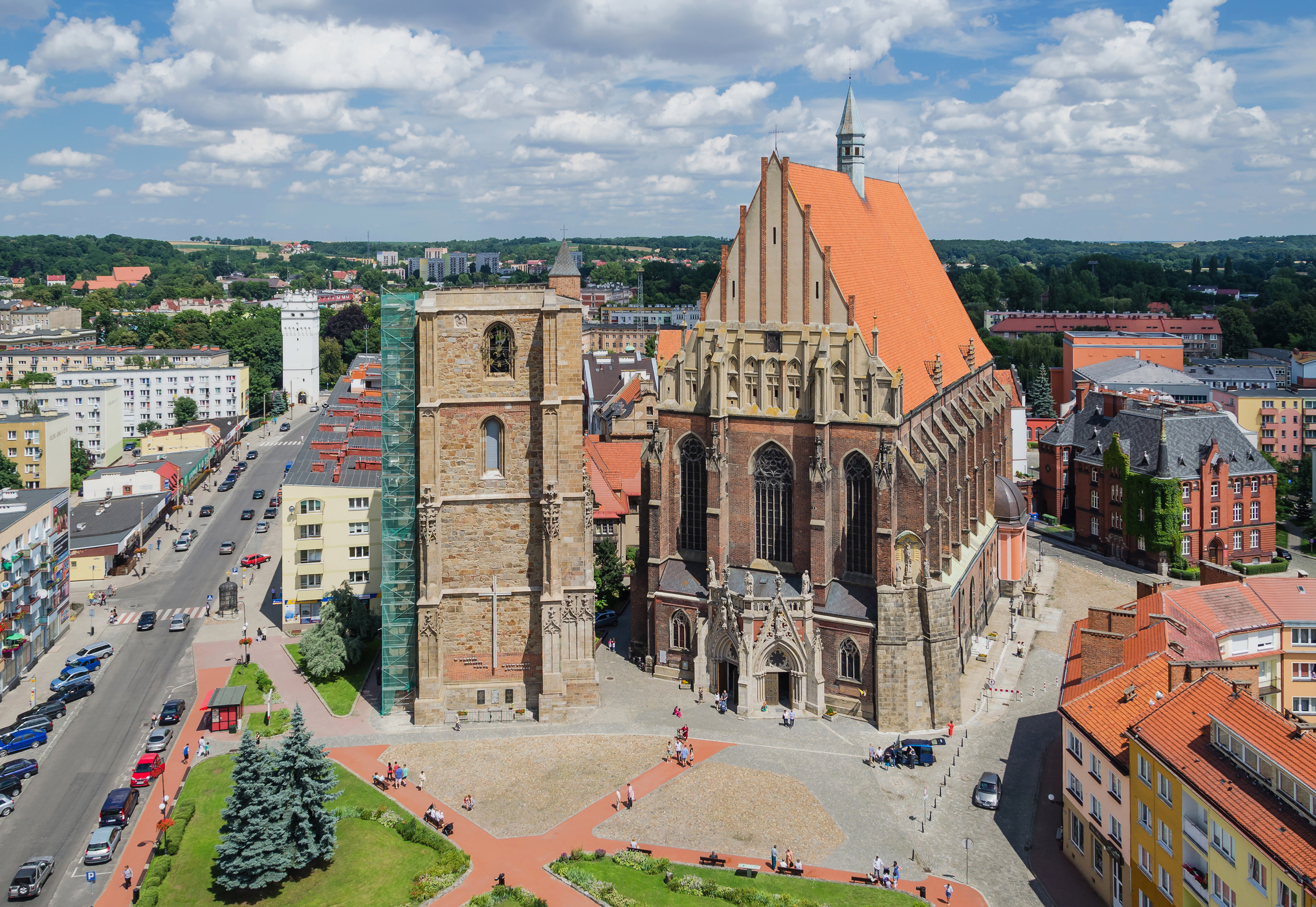
La chiesa dei santi Giacomo ed Agnese a Nysa

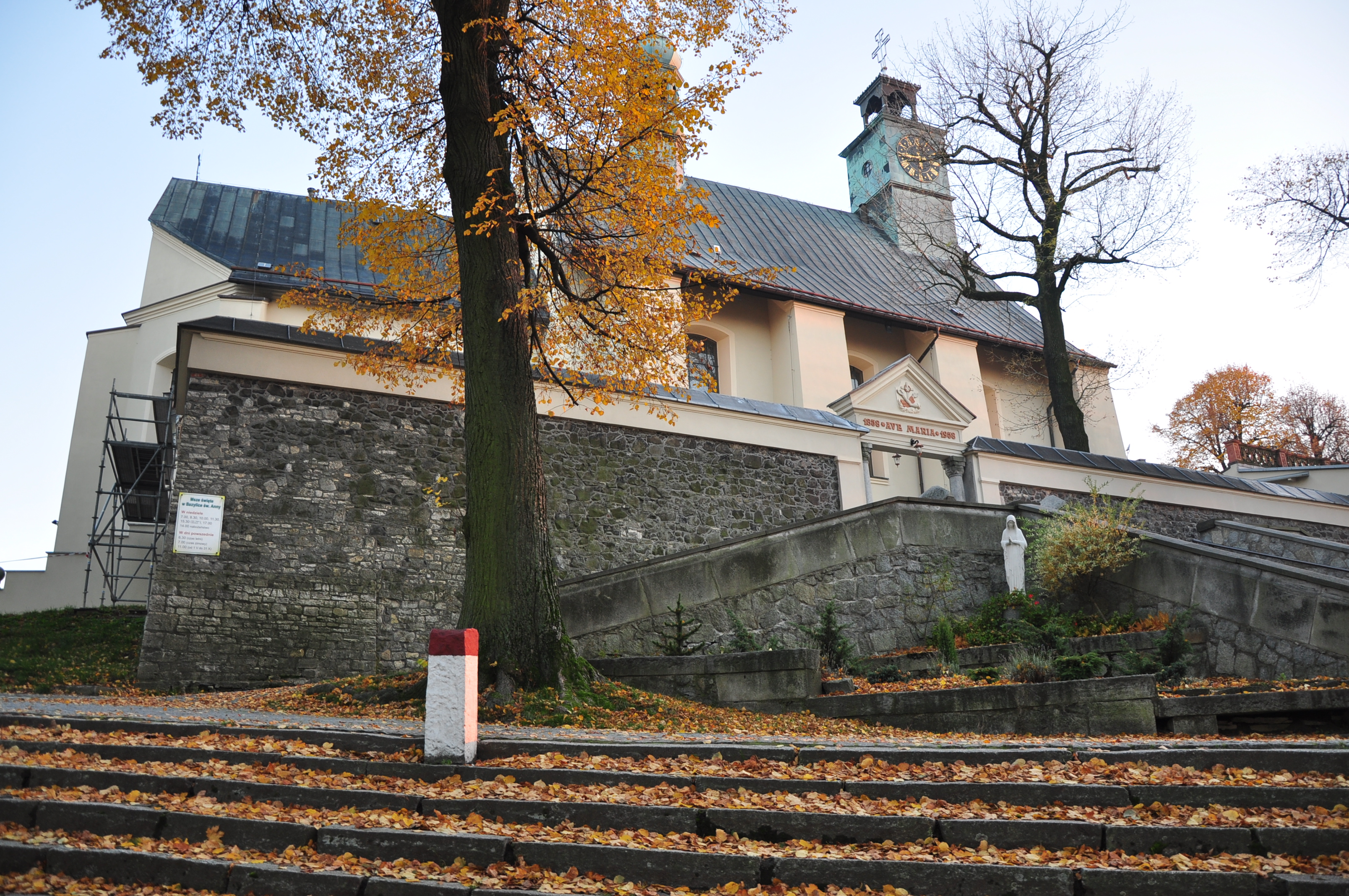
Santuario del monte di S. Anna

Il voivodato comprende 35 città, elencate di seguito in ordine decrescente dalle più alle meno abitate:
- Opole (128 034)
- Kędzierzyn-Koźle (65 572)
- Nysa (47 283)
- Brzeg (38 303)
- Kluczbork (25 910)
- Prudnik (23 133)
- Strzelce Opolskie (20 059)
- Krapkowice (18 112)
- Namysłów (16 557)
- Głuchołazy (14 887)
- Głubczyce (13 333)
- Zdzieszowice (13 329)
- Olesno (10 106)
- Ozimek (9 944)
- Grodków (8 771)
- Zawadzkie (8 331)
- Praszka (8 230)
- Paczków (8 147)
- Niemodlin (6 849)
- Kietrz (6 365)
- Wołczyn (6 139)
- Gogolin (6 077)
- Lewin Brzeski (5 826)
- Głogówek / Oberglogau (5 816)
- Otmuchów (5 261)
- Dobrodzień / Guttentag (4 168)
- Byczyna (3 677)
- Kolonowskie / Colonnowska (3 432)
- Baborów (3 175)
- Leśnica / Leschnitz (2 945)
- Prószków / Proskau (2 713)
- Biała / Zülz (2 653)
- Gorzów Śląski (2 606)
- Korfantów (1 883)
- Ujazd / Ujest (1 652)

## Modifiche nella suddivisione amministrativa intervenute alla fine del secolo scorso

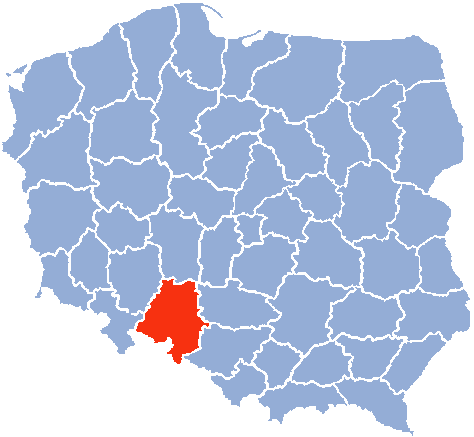
Il voivodato di Opole dal 1975 al 1998

L'attuale voivodato di Opole venne creato il 1º gennaio 1999; non coincide con il precedente voivodato omonimo in quanto incorpora parti dell'ex voivodato di Częstochowa, conformemente alle riforme del governo nazionale adottate nel 1998. 
Inizialmente il governo, consigliato da storici eminenti, era intenzionato a dividere il territorio tra le regioni storiche polacche dell'Alta e Bassa Slesia. Era previsto che Brzeg, Namysłów e la zona occidentale della regione dovessero essere inglobate alla Bassa Slesia, mentre la zona orientale, insieme ad alcuni distretti dell'ex voivodato di Częstochowa, sarebbe diventata parte integrante dell'Alta Slesia o Slesia propriamente detta. Tuttavia il progetto suscitò malcontenti da parte dei cittadini del voivodato di minoranza tedesca, i quali temevano che se il loro voivodato fosse stato soppresso avrebbero perso ogni speranza di essere rappresentati a livello regionale (avrebbero infatti formato una minoranza molto trascurabile fra la stragrande maggioranza di etnia polacca). Ciononostante anche la popolazione locale di etnia polacca si oppose al progetto di riforma, a motivo dell'attaccamento al voivodato che avrebbe dovuto essere ridisegnato e a causa della paventata "estraneità" degli abitanti nel momento stesso in cui si fossero trovati improvvisamente a vivere in una regione a loro praticamente sconosciuta. 
La soluzione arrivò negli ultimi mesi del 1999, quando alla fine Olesno, dopo 24 anni, venne nuovamente inglobata al voivodato di Opole, che non venne disgregato ma modificato nei suoi confini per formare la nuova suddivisione amministrativa (quella attuale). 

### Lingua
Nel 2006 la città di Radłów cambiò le sue leggi locali per far sì che il tedesco divenisse la seconda lingua ufficiale del distretto accanto al polacco; è stata la prima città del voivodato a conseguire tale obiettivo.
L'uso della lingua tedesca e del dialetto slesiano era proibito fino alla caduta del comunismo ed era punito come un reato. Di conseguenza, molti slesesiani non hanno imparato il tedesco o il dialetto slesiano affatto o solo dopo il 1990. La maggior parte degli abitanti del voivodato parla sia il dialetto slesiano (nella vita quotidiana) sia la lingua standard polacca (sul lavoro). La lingua tedesca è padroneggiata dalle generazioni più anziane e anche da quelle più giovani, che possono imparare il tedesco a scuola.
Secondo i risultati dell'ultimo censimento (2002), l'84% della popolazione parla polacco in casa e l'8,3% parla tedesco.

## Università
Ci sono tre università statali nel voivodato, tutte nel capoluogo: l'Università di Opole, l'Università di Tecnologia di Opole e il Collegio Medico dello Stato. Tra gli atenei privati è da segnalare la Scuola di Gestione ed Amministrazione di Opole.